# Glandă areolară
Glandele areolare  (latină glandulae areolares; tuberculii lui Morgagni, tuberculii lui Montgomery) reprezintă glande sebacee bine dezvoltate în regiunea areolară a sânului. Numărul glandelor areolare variază de la 4 până la 28, media fiind de 10-12 pe suprafața unei areole. În timpul sarcinii, glandele areole se hipertrofiază și se numesc tuberculii Montgomery, după numele obstetricianului irlandez William Fetherstone Montgomery, care le-a descris științific în 1837. 

## Dezvoltare și morfologie

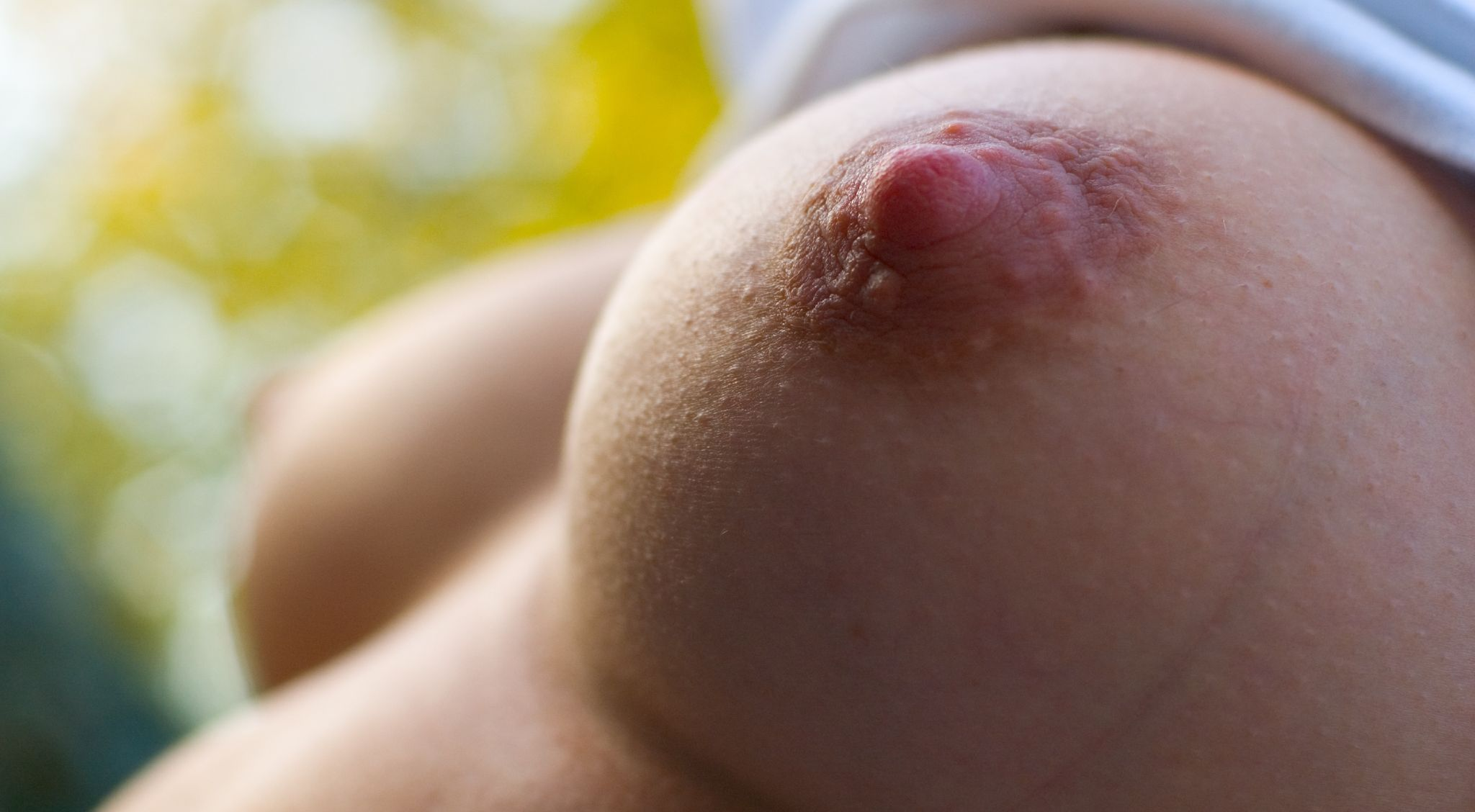
Dezvoltarea tuberculilor Montgomery în regiunea areolei mamare ale unei femei însărcinate

Glandele areolare sunt o structură de tranziție între glandele sebacee și glandele mamare. Glandele areolare încep să se dezvolte la fete în timpul maturizării sexuale. În același timp are loc creștere semnificativă a sânului, prin formarea țesutului celulo-adipos. În unele cazuri, în această perioadă glandele areolare sunt aproape invizibile.
Glandele areolare apar pe suprafața areolei mamare ca mici noduli alcătuite glande sebacee, supranumite tuberculii lui Morgagni. În perioada sarcini, începând cu săptămâna 2-a și până la a 5-a, tuberculii Morgagni se măresc considerabil în volumul, luând denumirea de tuberculii lui Montgomery. În vârful fiecărui nodul se alfa orificiul canalului secretor. Înălțimea unul tubercul constituie 2-3 mm de la suprafața pielii.

## Funcție
Secreția tuberculilor Montgomery, după nașterea copilului, umectează pilea cu o substanță lipidică, prevenind uscarea și apariția fisurilor, microtraumatismelor în timpul suptului pe suprafața mamelonului și în zona adiacentă. De asemenea, unii cercetători menționează efectul slab bactericid al secreției.
Un grup de savanți au descoperit experimental că există o corelație între numărul de tuberculii Montgomery și nivelul de dezvoltare fizică a copiilor. Cu cât numărul tuberculilor Montgomery era mai mare la mamă, cu atât copilul manifesta o dorință mai mare pentru alăptare și o rată mai înaltă de creștere. Probabil, că secreția tuberculilor Montgomery conține o substanță sensibilă pentru receptorii olfactivi ai copilului, având un efect stimulator în alăptare. Autorii studiului consideră că cercetarea lor are o importanță practică: identificarea substanței secretate de glandele areolare și sintetizarea sa în condiții de artificiale ar putea fi folosită pentru deprinderea copiilor născuți prematuri să se alimenteze cu laptele eliminat de sânul mamei lor.

## Maladii
Abces tuberos al areolei - infecție a glandelor sebacee (areolare).